# Emil Kellenberger
Emil Kellenberger (Walzenhausen, 3 april 1864 - aldaar, 30 november 1943) was een Zwitsers schutter en tweevoudig Olympisch kampioen.

## Biografie
Kellenberger nam deel aan de Olympische Zomerspelen van 1900 in Parijs, waar hij twee gouden en één zilveren medaille won in de schietsport, een sport die op deze Spelen door de Zwitsers werd gedomineerd.
Hij won zowel de individuele als de teamcompetitie (als lid van het team van Zwitserland) op het onderdeel van het schieten in drie houdingen met een militair geweer op de afstand van 300 m. Bij het onderdeel van het geknield schieten met een militair geweer  op de afstand van 300 m behaalde hij de tweede plaats, na zijn landgenoot Konrad Stäheli. Zijn tweede plaats deelde hij met de Deen Anders Peter Nielsen, die net als Kellenberger 314 punten behaalde. Op dit onderdeel werd er daarom geen bronzen medaille uitgereikt.

## Resultaten

### Olympische Zomerspelen
| Jaar | Plaats | Resultaten |
| ---- | ------ | --- |
| 1900 | Parijs | militair geweer 300 m drie houdingen individueel · militair geweer 300 m drie houdingen team · militair geweer 300 m knielend · 5e militair geweer 300 m liggend · 6e militair geweer 300 m staand |